# Нанвалек (Аляска)
Нанвалек (англ. Nanwalek) — переписна місцевість (CDP) в США, в окрузі Кенай штату Аляска. Населення — 247 осіб (2020).

## Географія
Нанвалек розташований за координатами 59°19′35″ пн. ш. 151°55′26″ зх. д. / 59.32639° пн. ш. 151.92389° зх. д. (59.326523, -151.923902).  За даними Бюро перепису населення США в 2010 році переписна місцевість мала площу 21,75 км², з яких 21,72 км² — суходіл та 0,04 км² — водойми.

## Демографія
Згідно з переписом 2010 року, у переписній місцевості мешкали 254 особи в 55 домогосподарствах у складі 47 родин. Густота населення становила 12 осіб/км².  Було 73 помешкання (3/км²).
Расовий склад населення:
| - 80,3 % — корінних американців - 10,6 % — білих |

До двох чи більше рас належало 9,1 %. Частка іспаномовних становила 2,0 % від усіх жителів.
За віковим діапазоном населення розподілялося таким чином: 45,7 % — особи молодші 18 років, 53,1 % — особи у віці 18—64 років, 1,2 % — особи у віці 65 років та старші. Медіана віку мешканця становила 20,7 року. На 100 осіб жіночої статі у переписній місцевості припадало 104,8 чоловіків;  на 100 жінок у віці від 18 років та старших — 122,6 чоловіків також старших 18 років.
Середній дохід на одне домашнє господарство  становив 45 264 долари США (медіана — 33 542), а середній дохід на одну сім'ю — 42 737 доларів (медіана — 28 750). За межею бідності перебувало 60,5 % осіб, у тому числі 69,3 % дітей у віці до 18 років та 0,0 % осіб у віці 65 років та старших.
Цивільне працевлаштоване населення становило 77 осіб. Основні галузі зайнятості: освіта, охорона здоров'я та соціальна допомога — 31,2 %, транспорт — 18,2 %, роздрібна торгівля — 13,0 %, сільське господарство, лісництво, риболовля — 13,0 %.